# عباس درویش‌توانگر
عباس درویش‌توانگر ریزی جانباز جنگ ایران و عراق، روزنامه‌نگار و تهیه‌کننده بولتن‌های محرمانه برای نهادها و مقام‌های نظام جمهوری اسلامی ایران است. او مأمور امنیتی و مدیر ارشد خبرگزاری‌های تسنیم و فارس، نزدیک به سپاه پاسداران انقلاب اسلامی بوده‌است. او در آذر ۱۴۰۱ پس از هک خبرگزاری فارس توسط گروه بلک ریوارد و افشای بولتن‌ها بازداشت شد. او این بولتن‌های تک نسخه‌ای را برای حسین سلامی، فرمانده سپاه پاسداران انقلاب اسلامی، تهیه می‌کرد. در این اسناد و فایل‌های صوتی، سیاست‌های جمهوری اسلامی برای سرکوب خیزش انقلابی مردم علیه جمهوری اسلامی و اطلاعات و نظرات مقام‌های حکومتی نشان داده می‌شوند.

## زندگی حرفه‌ای
عباس درویش‌توانگر که سابقه حضور در جبهه‌های جنگ تحمیلی ۸ ساله را دارد و جانباز نیز هست، فعالیت رسانه‌ای خود را از میانهٔ دهه شصت خورشیدی در روزنامه رسالت، نخستین روزنامه جناح اصولگرا، و همکاری با احمد توکلی آغاز کرد. سپس در دهه ۱۳۷۰به جایگاه دبیری سرویس اقتصادی آن روزنامه ارتقاء یافت.
او برادر مجتبی درویش‌توانگر است که در سال ۱۳۹۸ نماینده دوره یازدهم مجلس شد که او هم عضو گروه اقتصادی روزنامه رسالت بود؛ از دیرپاترین رسانه‌های محافظه‌کار که شماری از مدیران و نویسندگان آن سال‌هاست با حکم خامنه‌ای عضو مجمع تشخیص مصلحت نظام هستند.
اولین زمینه‌های بولتن نویسی عباس درویش‌توانگر در نوشته‌های او در رسالت دیده می‌شود. برخی از آثار او در این روزنامه می‌توانسته زمینه‌ساز برخوردهای امنیتی و قضایی با افراد باشد.
او در دهه ۷۰ خورشیدی عضو «جامعه اسلامی دانشجویان» بود، که تحت تأثیر جریان اصولگرای موسوم به راست سنتی شکل گرفته بود و حکومت آرام آرام آن را در برابر «دفتر تحکیم وحدت» تقویت می‌کرد. ارتباط با دانشجویان و حضور در جمع‌های دانشجویی فرصت نوشتن علیه رقبای آن زمان «جامعه اسلامی دانشجویان» را به توانگر می‌داد.
توانگر سپس به عضویت جمعیت ایثارگران انقلاب اسلامی درآمد و از زمان برگزاری دومین کنگره آن در سال ۱۳۸۲ تا تازه‌ترین کنگره آن در سال ۱۴۰۰، همواره یکی از اعضای شورای مرکزی آن بوده‌است. این جمعیت تشکلی اصولگراست که در اواسط دهه ۷۰ خورشیدی تأسیس شد و چهره‌هایی همچون حسین فدایی، محمود احمدی‌نژاد و الیاس نادران از اعضای شناخته شده‌تر و مؤثر آن بوده‌اند.
از فعالیت‌های دیگر توانگر، سال‌ها تولید بولتن برای شورای سیاستگذاری ائمه جمعه قبل از بولتن‌نویسی برای فرمانده کل سپاه پاسداران انقلاب اسلامی بوده‌است.
با تأسیس خبرگزاری فارس در اواخر دهه ۷۰ خورشیدی که از سوی فرماندهان ارشد سپاه مدیریت می‌شد و بودجه آن هم از سوی سپاه می‌آمد، عباس درویش‌توانگر از رسالت به این نهاد خبری تازه تشکیل رفت که نخستین بازوی اجرای استراتژی توسعه مشارکت سپاه پاسداران در فضای اطلاع‌رسانی و جریان‌سازی خبری به‌شمار می‌رود. درویش‌توانگر سردبیر و معاون خبرگزاری فارس شد.
او همزمان، مدتی هم در راه‌اندازی خبرگزاری تسنیم که آن هم وابسته به سپاه بود شرکت داشت که توسط گروهی از اعضای انشعاب کرده و ناراضی فارس تأسیس شد. او قائم مقام این خبرگزاری شد که مدیرعامل آن سرتیپ حمیدرضا مقدم‌فر بود که اکنون معاون فرهنگی فرمانده سپاه پاسداران انقلاب اسلامی است.
توانگر تنها ۳ ماه مانده به برگزاری انتخابات ریاست جمهوری سال ۱۳۸۸، با همراهی تعدادی دیگر از روزنامه‌نگاران جریان اصولگرا، «انجمن صنفی روزنامه‌نگاران و خبرنگاران ایران» را در تقابل با انجمن صنفی روزنامه‌نگاران ایران تأسیس کرد که روزنامه‌نگاران اصلاح‌طلب در آن حضور و فعالیت پررنگی داشتند.
عباس درویش‌توانگر پس از بازداشتی کوتاه، از خبرگزاری تسنیم دوباره به خبرگزاری فارس بازگشت. او که نفر دوم فارس بود، در عمل به یکی از قدرتمندترین افراد سپاه پاسداران در شبکه‌های رسانه‌ای و خبری آن نهاد تبدیل شده بود، از جمله با تهیه بولتن و خوراک اطلاعاتی هفتگی برای فرمانده سپاه پاسداران تأثیر و نفوذی ویژه داشت.

## بازداشت
در پی هک سرورهای خبرگزاری فارس توسط گروه بلک‌ریوارد در نیمه نخست آذر ماه ۱۴۰۱، این گروه بیش از ۱۶۰ ترابایت اطلاعات از خبرگزاری فارس را افشا کرد که بخشی از آن «بولتن‌هایی» بود که با عنوان «مطالب محرمانه» تنها برای حسین سلامی، فرمانده کل سپاه پاسداران، تهیه و ارسال می‌شد. رسانه‌ها مطالب این بولتن‌ها را سوژه گزارش‌های متعدد قرار دادند. به دنبال این رسوایی عباس درویش‌توانگر که تولیدکننده آن بولتن‌ها بود روانه بازداشتگاه شد. در این بولتن‌های پرحجم و طولانی که عباس درویش‌توانگر به صورت هفتگی تهیه می‌کرده، بخشی وجود دارد دربارهٔ علی خامنه‌ای که عموماً در رسانه‌ها منتشر نمی‌شده‌است و بخشی هم دربارهٔ شایعات و اظهارت نظرها دربارهٔ اوست.
روزنامه آرمان ملی در یادداشتی که روز دوشنبه، ۱۴ آذر ۱۴۰۱، منتشر کرد با اشاره به شایعاتی که در رسانه‌های اجتماعی، به‌ویژه توییتر، وجود داشت از احتمال بازداشت عباس توانگر به وسیله نیروهای امنیتی وابسته به جمهوری اسلامی در روز پنجشنبه ۱۰ آذر خبر داد. در یادداشت این روزنامه ادعا شد عقبه بازداشت احتمالی عباس توانگر را باید در دستور علی القاصی، رئیس کل دادگستری استان تهران، دید که درست پس از «حمله سایبری» به خبرگزاری فارس، دستور تشکیل کارگروهی را داد تا ابعاد این واقعه را مورد بررسی قرار دهند.
تأیید خبر بازداشت او پس از ساعات‌ها اخبار ضدونقیض در صداوسیمای جمهوری اسلامی ایران پخش شد. روز سه‌شنبه پانزده آذر ۱۴۰۱ (شش دسامبر ۲۰۲۲) مسعود ستایشی، سخنگوی قوه قضاییه ایران نیز در جریان نشست خبری خود، بازداشت او را تأیید کرد.
هر چند خبرگزاری فارس پس از درز جزئیات بولتن‌های تک نسخه‌ای در اطلاعیه‌ای مدعی شد محتوای آن‌ها شایعات فضای مجازی بوده و قابل استناد نیست و سعی کرد تا فضاسازی منتقدان را آرام کند ولی صدا و سیمای جمهوری اسلامی در روز دوشنبه ۱۴ آذر با پخش گزارشی علیه عباس توانگر به عنوان تولیدکننده این بولتن‌ها فرضیه‌های مختلفی را در خصوص دلایل بازداشت او مطرح کرد. در اخبار ۲۰:۳۰ گزارشی پخش شد که آمنه‌سادات ذبیح‌پور، در این خصوص تهیه کرده بود و در آن عباس درویش‌توانگر چهره‌ای «خطاکار» معرفی شد که «دست به جعل اخبار و بولتن‌سازی زده‌است» و عنوان شد که پیش‌تر هم به دلیل «اشتباه‌هات زیادش مورد اعتراض قرار گرفته» بوده‌است. این گزارش او را «خبرنگاری» توصیف کرد که در جلسات مقام‌های نظام شرکت می‌کرد و «جسته و گریخته»، به اخباری دست می‌یافت. این گزارش همچنین تأکید کرد که «ع-ت» یا همان عباس توانگر در بازداشت است تا انگیزه‌های او از «بولتن‌سازی و جعل اخبار» مشخص شود. برخی رسانه‌ها این گزارش را تلاشی برای سرپوش گذاشتن بر رسوایی افشای فایل‌های صوتی و بولتن‌های محرمانه خبرگزاری فارس دانستند.
در رسانه ها آمده وثیقه وی از ۵۰۰ میلیون تومان تا چندمیلیارد تومان گفته می‌شود که کاربر صدرا علیان، اکانت وابسته به حلقه‌ خاص امنیتی، گفته وثیقه او ۵۰۰ میلیون تومان بوده است.
در اسفند سال ۱۳۹۱ در دوره‌ای که عباس درویش‌توانگر به معاونت خبرگزاری تسنیم رسید، او به شکل غیرمنتظره‌ای با شکایت دولت محمود احمدی‌نژاد، رئیس‌جمهور وقت، بازداشت شد. اما مدت این دستگیری فقط چهار ساعت طول کشید که نشان می‌دهد نفوذ و قدرت افراد کمتر شناخته شده‌ای مانند او در آن زمان تا چه حد بوده‌است. عباس درویش‌توانگر پس از آزادی در اواخر سال ۱۳۹۱ گفت که علت بازداشتش  انتشار مطلبی در خبرگزاری تسنیم در انتقاد از سیاست‌های اقتصادی احمدی‌نژاد بوده‌است، اما گزارش‌های تأیید نشده دلیل بازداشت او را باز هم در رابطه با یک بولتن محرمانه دیگر و شکایت دولت بابت خبری در یکی از آن‌ها عنوان می‌کرد.
آخرین فیش حقوق درویش توانگر مربوط به ماه آبان ۱۴۰۱ است که از هک‌شده خبرگزاری فارس به دست آمده‌است، با این حال حسین طائب، رئیس سابق سازمان اطلاعات سپاه، ۱۶ آذر، در سخنرانی خود در دانشگاه زنجان ادعا کرد درویش توانگر آخرین بار سمتی در خبرگزاری فارس نداشته و زمانی قائم مقام این رسانه بوده‌است. او همچنین درویش توانگر را به «بولتن‌فروشی» متهم کرد. ولی روز سه شنبه 1401/10/20  با  قید وثیقه آزاد شد و سلامت جسمانی خوبی دارد.